# جون إيفانز (سياسي بريطاني)
جون إيفانز (بالإنجليزية: John Evans)‏ هو سياسي بريطاني (وحمل سابقاً جنسية المملكة المتحدة لبريطانيا العظمى وأيرلندا)، ولد في 10 سبتمبر 1875، وتوفي في 18 أبريل 1961 في المملكة المتحدة. حزبياً، نشط في حزب العمال. في الانتخابات الفرعية في مجلس العموم البريطاني ‏، انتخب عضو برلمان المملكة المتحدة الـ38 عن دائرة أوغمور (4 يونيو 1946 – 3 فبراير 1950).